# Corsa all'oro

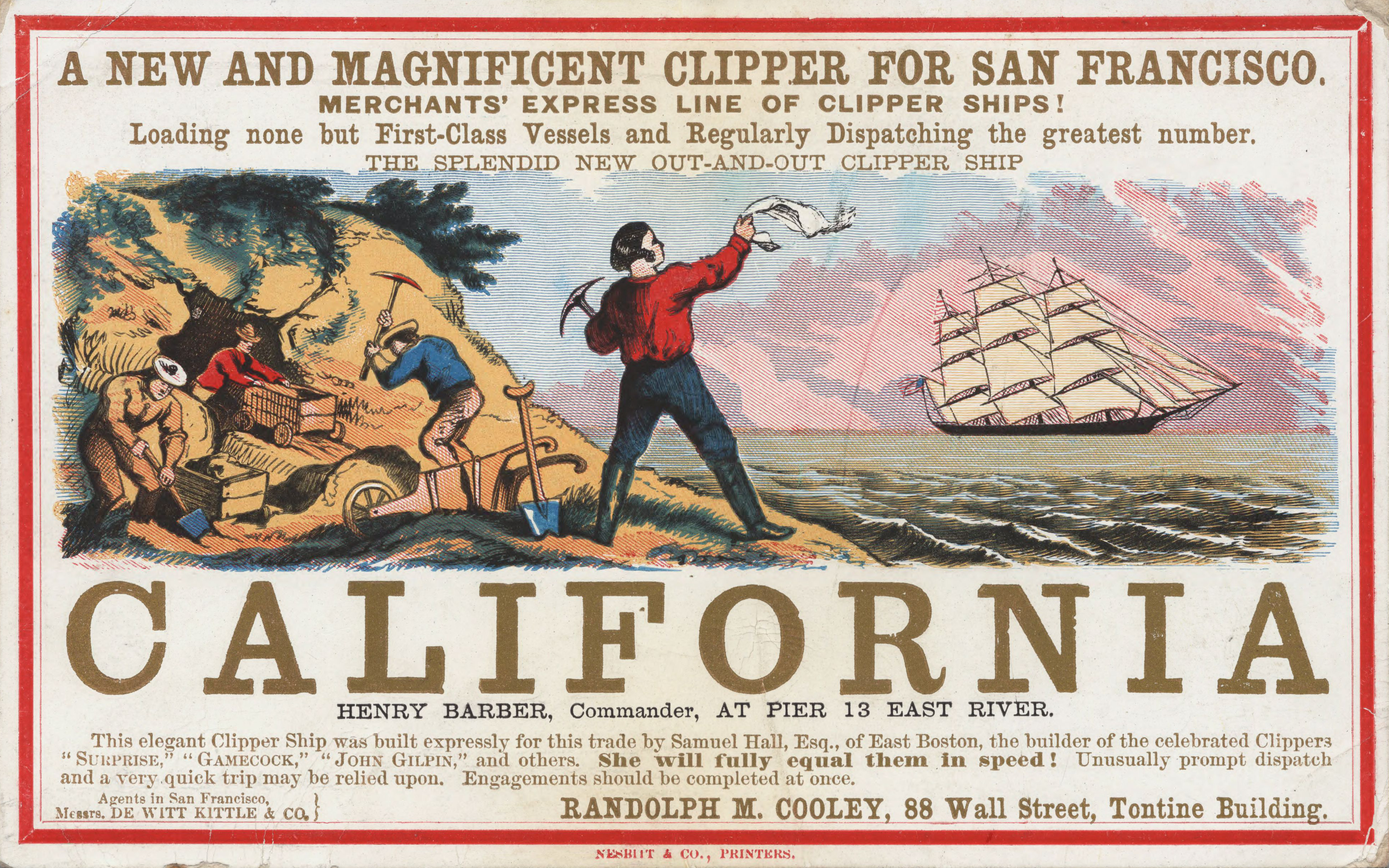
Le navi clipper più veloci ridussero il tempo di viaggio da New York a San Francisco da sette a quattro mesi durante la corsa all'oro in California del 1849

La locuzione corsa all'oro o febbre dell'oro indica la scoperta di oro, a volte accompagnato da altri metalli preziosi e terre rare, che scatena una febbrile ondata migratoria di minatori e lavoratori in cerca di fortuna. Grandi corse all'oro si verificarono nel XIX secolo in Australia, Grecia, Nuova Zelanda, Brasile, Cile, Sudafrica, Stati Uniti e Canada mentre corse all'oro più piccole si verificarono altrove. 
La ricchezza che ne derivò fu ampiamente distribuita grazie alla riduzione dei costi di migrazione e alle basse barriere all'ingresso. Mentre l'estrazione dell'oro in sé si rivelò poco redditizia per la maggior parte dei minatori e dei proprietari delle miniere, alcuni accumularono grandi fortune, i mercanti e le compagnie di trasporto realizzarono ingenti profitti. Il conseguente aumento dell'offerta mondiale di oro stimolò il commercio e gli investimenti globali. Gli storici hanno scritto ampiamente sulle migrazioni di massa, il commercio, la colonizzazione e la storia ambientale associati alla corsa all'oro.
La corsa all'oro era solitamente caratterizzata da un generale senso di ottimismo e di mobilità sociale senza freni, in cui qualsiasi singolo individuo poteva diventare enormemente ricco quasi all'istante, come espresso nel sogno californiano. Esse contribuirono a stimolare ondate di immigrazione che spesso portarono all'insediamento permanente di nuove regioni. Le attività alimentate dalle corse all'oro definiscono aspetti significativi della cultura delle frontiere australiane e nordamericane. In un'epoca in cui l'offerta di moneta mondiale era basata sull'oro, l'oro appena estratto fornì uno stimolo economico ben oltre i giacimenti auriferi, alimentando boom economici locali e più ampi. 
La corsa all'oro fu un argomento che ispirò molti programmi TV e libri, considerando la sua importanza all'epoca. Durante le varie corse all'oro, furono pubblicati molti libri, tra cui "Il richiamo della foresta" , che ebbe molto successo in quel periodo. 
Il fenomeno si sviluppò soprattutto negli Stati Uniti d'America divenendo in maniera peculiare una caratteristica della cultura statunitense del XIX secolo e non solo. 

## Sopravvivere alla corsa all'oro

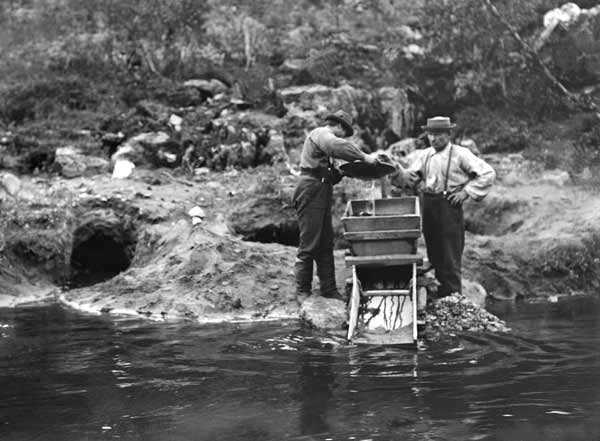
Ricerca dell'oro sul fiume Ivalo nel 1898

In ogni fase di accelerazione dell'attività mineraria si assiste solitamente a uno spostamento attraverso spese in conto capitale progressivamente più elevate, organizzazioni più grandi e conoscenze più specializzate.
Una corsa all'oro inizia tipicamente con la scoperta di oro alluvionale da parte di un singolo individuo. Inizialmente, l'oro può essere estratto dalla sabbia e dalla ghiaia da singoli minatori con poca esperienza, utilizzando una paletta o uno strumento simile. Una volta che è chiaro che il volume del giacimento aurifero è maggiore di più di pochi metri cubi, i minatori costruiscono delle pale o delle chiuse, con le quali un piccolo gruppo può estrarre l'oro dai giacimenti molto più velocemente rispetto all'utilizzo delle pale. Ottenere l'oro in questo modo non richiede quasi alcun investimento di capitale, solo una semplice paletta o attrezzatura che può essere costruita sul posto. Il basso costo, l'alto valore per unità di peso dell'oro e la capacità della polvere d'oro e delle pepite d'oro di fungere da mezzo di scambio, consentono alle corse all'oro alluvionali di verificarsi anche in località remote.

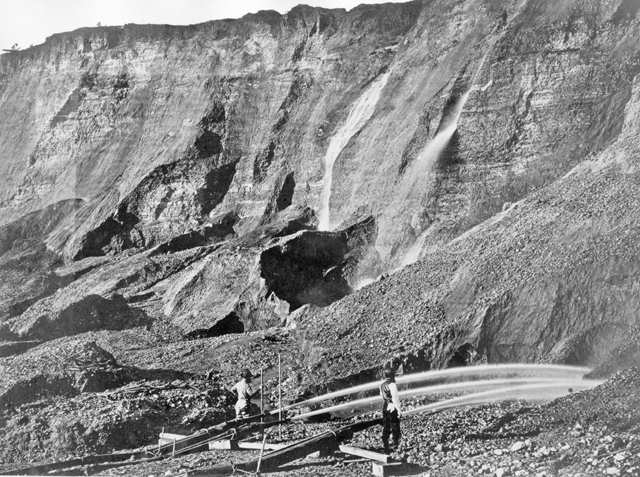
Getti d'acqua in una miniera alluvionale a Dutch Flat, California, tra il 1857 e il 1870

Dopo, l'estrazione potrebbe diventare sempre più ampia, richiedendo organizzazioni più grandi e maggiori spese in conto capitale. I piccoli giacimenti posseduti e sfruttati da privati potrebbero dover essere accorpati in appezzamenti più ampi. I giacimenti difficili da raggiungere potrebbero essere sfruttati tramite gallerie. L'acqua potrebbe essere deviata da dighe e canali per estrarre dai letti fluviali attivi o per fornire l'acqua necessaria. Potrebbero essere utilizzate le tecniche più avanzate di drenaggio del terreno, estrazione idraulica e dragaggio.
In genere, il periodo di massimo splendore di una corsa all'oro alluvionale durava solo pochi anni. La riserva d'oro nei letti dei corsi d'acqua si esauriva piuttosto rapidamente e la fase iniziale era seguita dalla prospezione di vene di filone aurifero che costituivano la fonte originale dell'oro alluvionale. L'estrazione di roccia dura, come l'estrazione alluvionale, può evolversi da un basso investimento di capitale e una tecnologia semplice ad un capitale e una tecnologia progressivamente più elevati. L'affioramento superficiale di una vena aurifera può essere ossidato, cosicché l'oro si presenta come oro nativo e il minerale deve solo essere frantumato e lavato (minerale a macinazione libera).
Alle corse all'oro seguirono numerose corse all'argento. Con il miglioramento dei trasporti e delle infrastrutture, l'attenzione potrebbe spostarsi progressivamente dall'oro all'argento ai metalli di base. Così come Leadville in Colorado, che iniziò con una scoperta di oro alluvionale e raggiunse la fama come distretto minerario d'argento, per poi affidarsi a piombo e zinco negli ultimi anni. Butte, nel Montana, iniziò l'estrazione di oro alluvionale, poi divenne un distretto minerario d'argento e infine per un certo periodo il più grande produttore mondiale di rame.

## Cause scatenanti

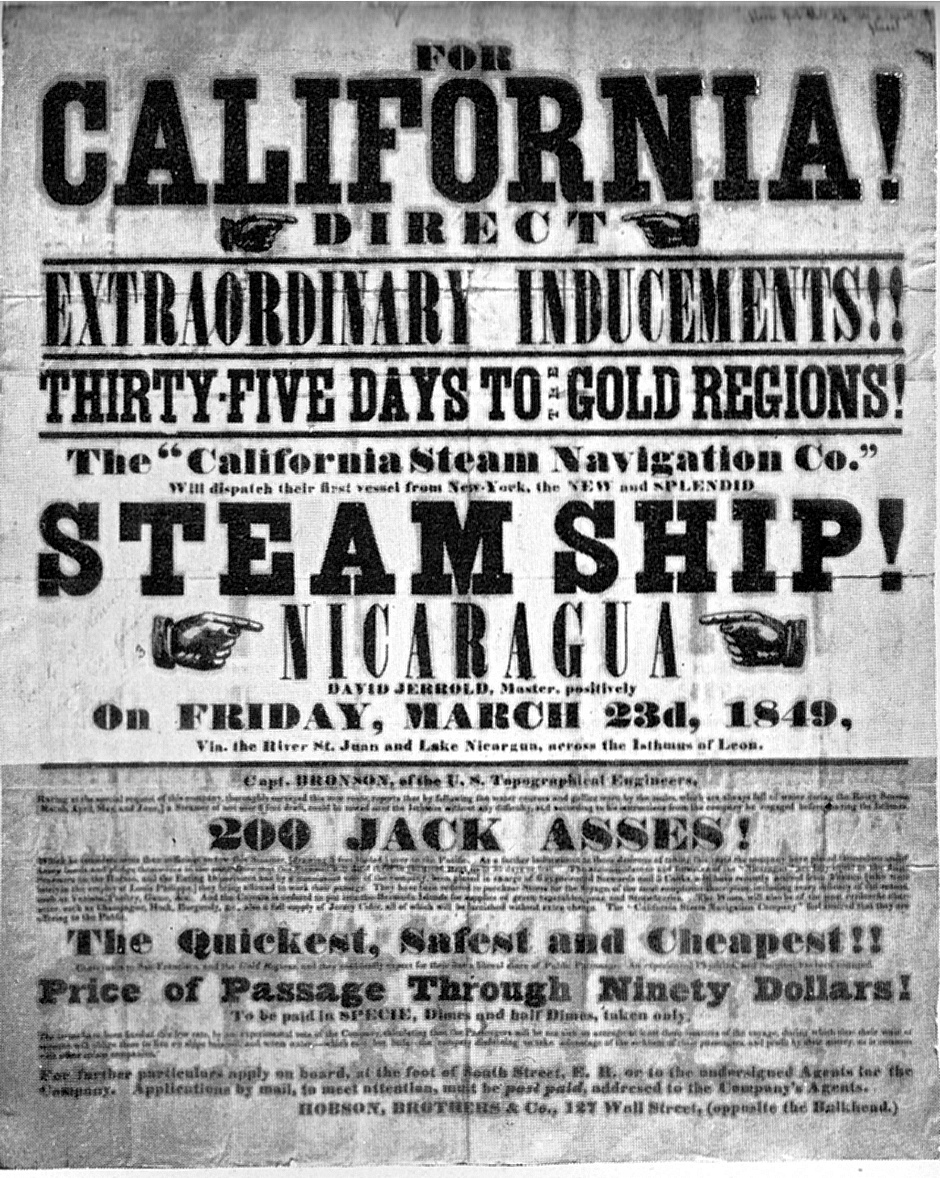
Un manifesto che pubblicizza la vendita di biglietti per vaporetti verso la corsa all'oro in California

I fattori che portarono migliaia di persone alla volta ad abbandonare il monotono lavoro quotidiano della Rivoluzione industriale e viaggiare verso le miniere d'oro comprendono:
- relativi miglioramenti nella rete dei trasporti;
- miglioramenti nei mezzi di comunicazione che aiutarono il diffondersi delle notizie;
- forme di malcontento sociale
- un sistema monetario internazionale basato sull'oro.

Incidentalmente, pochi cercatori fecero fortuna, diversi fornitori e commercianti invece si arricchirono, e numerosi sfortunati sopportarono momenti duri e privazioni, in esotici luoghi alla frontiera della civilizzazione, per una piccola ricompensa.
Dal punto di vista demografico, diverse corse all'oro scossero i piani di insediamento dei coloni negli USA, producendo un'apertura di aree in precedenza scarsamente insediate e una diaspora Cantonese attraverso l'Oceano Pacifico. La cultura della corsa all'oro, spesso riflessa nelle canzoni popolari country, tendeva a promuovere delle immagini di robusta mascolinità.

## Aree geografiche interessate
Tra le aree dove si svolsero le corse all'oro troviamo:
- Russia
- California (1849), la corsa all'oro californiana;
- Nevada settentrionale, dagli anni 1850;
- Colorado alla fine degli anni 1850, la corsa all'oro del Colorado;
- Black Hills e altre aree del Montana, dopo il 1863;
- Klondike, nello Yukon (Canada 1896), la corsa all'oro del Klondike.
- Alaska (1898)
- I Monti Appalachi meridionali, negli USA, a nord di Atlanta e ad ovest di Charlotte.
- Australia (1851), la corsa all'oro di Victoria;
- Otago, Nuova Zelanda, all'incirca dopo il 1861;
- Transvaal, Sudafrica (1886), la cui risultante immigrazione di minatori divenne uno dei fattori che innescarono la prima guerra boera
- Terra del Fuoco, Cile, dal 1894

- Anche l'Italia ebbe la sua corsa all'oro tra il 1848 e il 1915: numerosi documenti relativi a questo periodo sono conservati presso il Museo dell'oro e della Bessa.